# Bauerus dubiaquercus
Bauerus dubiaquercus es una especie de murciélago de la familia Vespertilionidae.

## Distribución geográfica
Se encuentra en Nicaragua, Honduras Guatemala Belice y México.